# Mixed Emotions
Mixed Emotions war ein Popduo bestehend aus Drafi Deutscher und Oliver Simon. Deutscher war dabei nicht nur Sänger, sondern auch Musikproduzent und Songwriter des Duos.

## Bandgeschichte
1986 schrieb Drafi Deutscher You Want Love, das er seiner Plattenfirma EMI anbot, die für diesen Song einen Interpreten suchen sollte. Bei den Aufnahmen mit Oliver Simon kam Deutscher aber auf die Idee, das Stück mit diesem im Duett aufzunehmen.
Die Single wurde schließlich unter dem Namen „Mixed Emotions“ im September 1986 auf den Markt gebracht. Eingestiegen auf Platz 42 der Single-Charts erreichte sie in kürzester Zeit Platz 4. Sie blieb nicht nur 40 Wochen in den Charts, sondern auch 14 Wochen in den Top 10. Im März 1987 erschien die zweite Single Bring Back, die 19 Wochen in den Charts verbrachte und mit einem Platz 13 nur knapp die Top 10 verfehlte. Der Song wurde wie der Vorgänger von Media Control auch hoch in der ZDF-Hitparade platziert.
Im Mai 1987 erschien dann das von Deutscher im Alleingang produzierte erste Album namens Deep from the Heart, welches bis auf Platz 2 der Albumcharts vorrückte, insgesamt 36 Wochen in den deutschen Albumcharts blieb und dort mit Platin und in der Schweiz mit Gold ausgezeichnet wurde. Die im Juni 1987 veröffentlichte Single Sweetheart – Darlin’ – My Deer erreichte Platz 21. Damit hatten Mixed Emotions gleichzeitig drei Singles in den Charts. Zudem gab es für You Want Love eine Goldene Schallplatte in den Niederlanden und in Österreich.
Im September 1988 erreichte die Vorab-Single des zweiten Albums Just for You Platz 12 der Charts und blieb 20 Wochen in der Hitliste. Zahlreiche Fernsehauftritte folgten. Das gleichnamige zweite Album, produziert von Deutscher in Zusammenarbeit mit Chris Evans-Ironside und Mat Dietrich, erreichte Platz 7 der Albumcharts und wurde mit einer Goldenen Schallplatte ausgezeichnet.
Im Januar 1989 erschien dann mit I Never Give Up die vorerst letzte Single des Duos. Im Frühjahr 1989 trennten sich die Wege von Deutscher und Simon.
Im Zuge der 1989er Deutschland-Tournee von Deutscher entstand die Idee, das Projekt mit Andreas Martin fortzuführen. Dieser hatte unter anderem mit deutschen Versionen von zwei Mixed-Emotions-Songs Erfolge feiern können und auf der Drafi-Tournee die Parts von Simon im „Mixed-Emotions“-Showblock übernommen. So entstand unter dem neuen Namen „New Mixed Emotions“ ein Album namens Side by Side. Anfang 1992 trennten sich die Wege von Deutscher und Martin dann wieder, da sich beide wieder verstärkt ihren Solokarrieren widmen wollten.
Im April 1999 kehrten Mixed Emotions in der Originalformation mit Deutscher und Simon zurück. Schon Ende 1998 hatten sie insgeheim ein gemeinsames Comeback geplant. Sie nahmen alle großen Hits aus den 80er Jahren komplett neu auf (neue Musik, neue Gesangsparts) und fügten mit You Are My Angel und Open Your Heart zwei neu komponierte Titel hinzu. Als erste (Vorab-)Single erschien die 1999er Neuaufnahme von You Want Love, zu der es auch ein extra für VIVA und MTV produziertes Musikvideo samt „Rap-Version“ gab.
Nur eine Woche später folgte das Comeback-Album We Belong Together, das Platz 27 erreichte. Viele Fernsehauftritte folgten.
Im November 1999 erschien die zweite Single im Rahmen des Comebacks, Bring Back ’99. Sie beinhaltete neben erneuten Neueinspielungen des Titelsongs auch einen neu komponierten Bonustitel Remember und war zugleich die letzte gemeinsame Aufnahme von Deutscher und Simon, die wenig später wieder eigene Wege gingen. Die nach der erneuten Trennung noch ausstehenden Live-Auftritte von Mixed Emotions nahm Deutscher zusammen mit Stefan Körber wahr, dem früheren Leadsänger der Boyband „Verliebte Jungs“. Anfang 2000 wurde das Projekt dann endgültig beendet.

## Diskografie

### Studioalben
| Jahr | Titel               | Höchstplatzierung, Gesamtwochen, AuszeichnungChartplatzierungen (Jahr, Titel, Platzierungen, Wochen, Auszeichnungen, Anmerkungen) | Höchstplatzierung, Gesamtwochen, AuszeichnungChartplatzierungen (Jahr, Titel, Platzierungen, Wochen, Auszeichnungen, Anmerkungen) | Höchstplatzierung, Gesamtwochen, AuszeichnungChartplatzierungen (Jahr, Titel, Platzierungen, Wochen, Auszeichnungen, Anmerkungen) | Anmerkungen                          |
| Jahr | Titel               | DE | AT | CH | Anmerkungen                          |
| ---- | ------------------- | --- | --- | --- | ------------------------------------ |
| 1987 | Deep from the Heart | DE2 Platin · (36 Wo.)DE | AT6 (16 Wo.)AT | CH4 Gold · (19 Wo.)CH | Erstveröffentlichung: 1987           |
| 1988 | Just for You        | DE7 Gold · (17 Wo.)DE | — | — | Erstveröffentlichung: 1988           |
| 1999 | We Belong Together  | DE27 (6 Wo.)DE | — | — | Erstveröffentlichung: 26. April 1999 |

### Singles
| Jahr | Titel Album                                                       | Höchstplatzierung, Gesamtwochen, AuszeichnungChartplatzierungen (Jahr, Titel, Album, Platzierungen, Wochen, Auszeichnungen, Anmerkungen) | Höchstplatzierung, Gesamtwochen, AuszeichnungChartplatzierungen (Jahr, Titel, Album, Platzierungen, Wochen, Auszeichnungen, Anmerkungen) | Höchstplatzierung, Gesamtwochen, AuszeichnungChartplatzierungen (Jahr, Titel, Album, Platzierungen, Wochen, Auszeichnungen, Anmerkungen) | Anmerkungen                          |
| Jahr | Titel Album                                                       | DE | AT | CH | Anmerkungen                          |
| ---- | ----------------------------------------------------------------- | --- | --- | --- | ------------------------------------ |
| 1986 | You Want Love (Maria, Maria...) Deep from the Heart               | DE4 (40 Wo.)DE | AT1 Gold · (26 Wo.)AT | CH3 (19 Wo.)CH | Erstveröffentlichung: September 1986 |
| 1987 | Bring Back (Sha Na Na) Deep from the Heart                        | DE13 (19 Wo.)DE | AT5 (16 Wo.)AT | CH21 (5 Wo.)CH | Erstveröffentlichung: 1987           |
| 1987 | Sweetheart – Darlin’ – My Deer (Lisa My Love) Deep from the Heart | DE21 (19 Wo.)DE | AT14 (8 Wo.)AT | — | Erstveröffentlichung: 1987           |
| 1988 | Just for You                                                      | DE12 (18 Wo.)DE | AT13 (12 Wo.)AT | — | Erstveröffentlichung: 1988           |
| 1989 | I Never Give Up Just for You                                      | DE70 (2 Wo.)DE | — | — | Erstveröffentlichung: 1989           |
| 1999 | You Want Love ’99 We Belong Together                              | DE71 (4 Wo.)DE | — | — | Erstveröffentlichung: 19. April 1999 |
| 1999 | Bring Back ’99 We Belong Together                                 | — | — | — | Erstveröffentlichung: 1999           |

## Coverversionen
- 1987: Andreas Martin – Du bist alles (Maria, Maria)
- 1987: Paul Sahlin – Ner mot havet
- 1987: Thorleifs – Ner mot havet
- 1987: Mel Jersey – Lisa (Immer Für Dich)
- 1988: Peter Ehrlicher – Du bist alles (Maria, Maria)
- 1988, 2007: Rune Rudberg – Ut mot havet
- 1989: Andreas Martin – Nur bei Dir
- 1990: Stefan Borsch Orkester – Ner mot havet
- 1996: Scandinavia – Ut mot havet
- 1997: Schytts – Ner mot havet
- 1999: Stefan Körber – Du bist alles
- 2012: Bye & Rønning – Ut og nave
- 2014: Nora – Ut mot havet
- 2015: Frank Cordes – You Want Love
- 2015: Swoop – Kom terug bij mij

## Auszeichnungen für Musikverkäufe
| Goldene Schallplatte - Niederlande - 1987: für die Single You Want Love |

Anmerkung: Auszeichnungen in Ländern aus den Charttabellen bzw. Chartboxen sind in ebendiesen zu finden.
| Land/RegionAuszeichnungen für Musikverkäufe (Land/Region, Auszeichnungen, Verkäufe, Quellen) | Gold     | Platin  | Verkäufe | Quellen           |
| -------------------------------------------------------------------------------------------- | -------- | ------- | -------- | ----------------- |
| Deutschland (BVMI)                                                                           | Gold1    | Platin1 | 750.000  | musikindustrie.de |
| Niederlande (NVPI)                                                                           | Gold1    | —       | 75.000   | nvpi.nl           |
| Österreich (IFPI)                                                                            | Gold1    | —       | 25.000   | Einzelnachweise   |
| Schweiz (IFPI)                                                                               | Gold1    | —       | 25.000   | hitparade.ch      |
| Insgesamt                                                                                    | 4× Gold4 | Platin1 |          |                   |

## Auszeichnungen
RSH-Gold
- 1988